# Jan Henrik Swahn
Jan Henrik Swahn (* 1959 in Malmö) ist ein schwedischer Schriftsteller und Übersetzer.

## Leben
Nach seiner Geburt wuchs Swahn zunächst in Kopenhagen als Sohn des Schriftstellers Sven Christer Swahn auf und zog elfjährig wieder nach Schweden. Seit 1980 wohnt er in Stockholm und arbeitete zunächst zehn Jahre als Brückenwächter, Korrekturleser und Übersetzer.
Von 1997 bis 1999 war er Redakteur für Bonniers Literarisches Magazin.
Swahn übersetzt arabische, dänische, deutsche, englische, französische, griechische, italienische, polnische und slowenische Literatur.
Sein schriftstellerisches Debüt erfolgte 1986 mit dem Roman Jag kan stoppa ett hav, zu dem er während eines Aufenthaltes in Frankreich von 1982 bis 1983 inspiriert wurde. In vielen  psychologisch geprägten Werken, die ebenso von Humor wie Respekt für die Protagonisten gekennzeichnet sind, stellen seine Romanfiguren oft skurrile Außenseiter dar, die ein Leben am Rande der Gesellschaft führen. Seine Prosa wird als sehr stilrein und präzise bezeichnet.

## Werke
- Jag kan stoppa ett hav, 1986
- Den förbannade glädjen, 1987
- Kärlek och äventyr, 1991
- Husets alla färger, 1993
- Pengarna, 1996
- Tiggare, 1999
- Vandrarna, 2001
- Lingonkungen, 2003
- Drakkvinnan, 2005
- Manolis mopeder, 2008

## Preise und Auszeichnungen
- Literaturpreis der TCO, 1997
- Literaturpreis der Zeitung Göteborgs-Posten, 2001
- Außergewöhnlicher Preis der Samfundet De Nio, 24. Februar 2010